# Tschernyschkowski
Tschernyschkowski (russisch Черны́шковский) ist eine Siedlung städtischen Typs in der Oblast Wolgograd in Russland mit 5396 Einwohnern (Stand 14. Oktober 2010).

## Geographie
Der Ort liegt etwa 170 km Luftlinie westsüdwestlich des Oblastverwaltungszentrums Wolgograd, etwa 5 km von der Grenze zur Oblast Rostow am rechten Don-Nebenfluss Zimla.
Tschernyschkowski ist Verwaltungszentrum des Rajons Tschernyschkowski sowie Sitz der Stadtgemeinde Tschernyschkowskoje gorodskoje posselenije, zu der außerdem die Weiler Jarskoi (11 km nordöstlich), Nischnjaja Werbowka (3 km westlich) und Wolozki (6 km südlich) sowie die Siedlung bei der Bahnstation Parschino (12 km nordöstlich) gehören.

## Geschichte
Die Siedlung geht auf den Weiler (chutor) Tschernyschkow zurück, der um 1815 von einem Donkosaken mit diesem Familiennamen gegründet wurde. Er war der knapp 70 km östlich am Don gelegenen Staniza Nischni Tschir und entwickelte sich zunächst nur langsam, bis Ende des Jahrhunderts die Eisenbahnstrecke von Lichaja (im heutigen Kamensk-Schachtinski) nach Zarizyn (heute Wolgograd) vorbeigeführt wurde.
Am 25. Januar 1935 wurde der mittlerweile als Tschernyschkowski bezeichnete Ort Verwaltungssitz eines neu geschaffenen, nach ihm benannten Rajons. Im Zweiten Weltkrieg wurde der Ort am 24. Juli 1942 von der deutschen Wehrmacht während ihres Vorrückens auf Stalingrad besetzt. Im Verlauf der Schlacht von Stalingrad gelangte Tschernyschkowski infolge der Operation Uranus der Roten Armee Ende November 1942 in Frontnähe, wurde aber weiter von der deutschen beziehungsweise rumänischen 3. Armee gehalten, bis es die Rote Armee in der Endphase der Mittleren Don-Operation am 2. Januar 1943 zurückeroberte.
1966 erhielt der Ort den Status einer Siedlung städtischen Typs.

### Bevölkerungsentwicklung
| Jahr | Einwohner |
| ---- | --------- |
| 1939 | 3369      |
| 1959 | 3099      |
| 1970 | 4315      |
| 1979 | 5363      |
| 1989 | 5677      |
| 2002 | 5446      |
| 2010 | 5396      |

Anmerkung: Volkszählungsdaten

## Verkehr
In Tschernyschkowski befindet sich die Station Tschernyschkow bei Kilometer 182 der 1900 eröffneten Strecke Lichaja – Wolgograd. Südlich an der Siedlung vorbei verläuft die föderale Fernstraße A260 (Teil der Europastraße 40) von der ukrainischen Grenze (aus Richtung Donezk – Luhansk) über Kamensk-Schachtinski nach Wolgograd. In südlicher Richtung zweigt die Regionalstraße 18K-3 zur Grenze der Oblast Rostow (weiter in Richtung Zimljansk) ab.